# Дампјер ле Конфлан
Дампјер ле Конфлан (фр. Dampierre-lès-Conflans) насеље је и општина у источној Француској у региону Франш-Конте, у департману Горња Саона која припада префектури Лир.
По подацима из 2011. године у општини је живело 264 становника, а густина насељености је износила 25,46 становника/km². Општина се простире на површини од 10,37 km². Налази се на средњој надморској висини од 310 метара (максималној 328 m, а минималној 227 m).

## Демографија
| 1962. | 1968. | 1975. | 1982. | 1990. | 1999. | 2011. |
| ----- | ----- | ----- | ----- | ----- | ----- | ----- |
| 225   | 234   | 223   | 205   | 252   | 268   | 264   |

График промене броја становника у току последњих година